# Vina

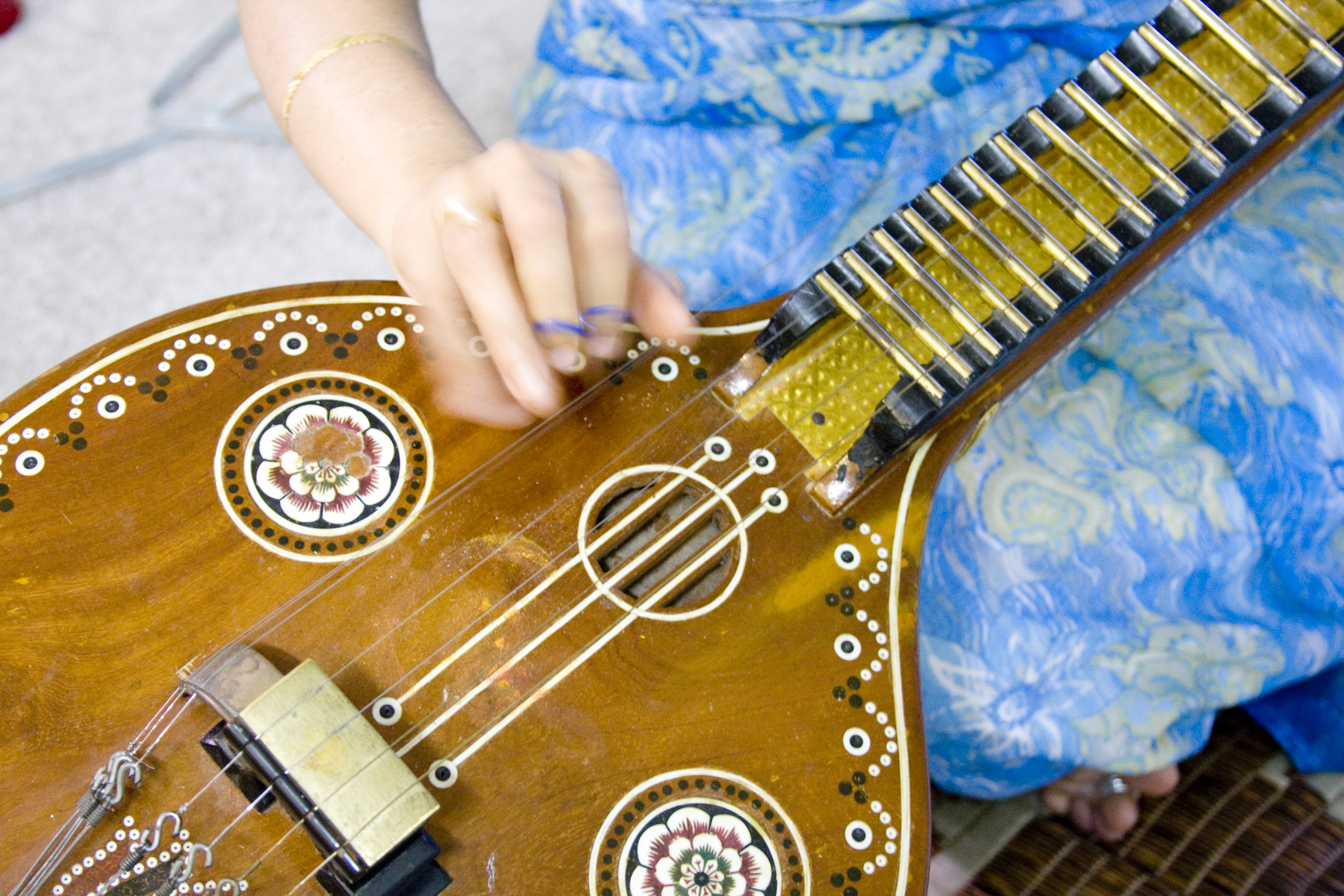
Vina sendo tocada.

Vina (em sânscrito: वीणा (vīṇā), em tâmil: வீணை, em canarês: ವೀಣೆ , malaiala: വീണ, em telugo: వీణ) é um instrumento de cordas indiano que utiliza duas caixas de ressonância, normalmente feitas de cabaça ou madeira, separadas por sete cordas e 24 trastes ajustáveis.
É comumente associado a Sarasvati, deusa hindu do aprendizado e das artes, e foi suplantado na região norte da Índia pela sitar.
Normalmente é tocado horizontalmente, apoiado sobre os joelhos do músico, ou inclinado, apoiado no ombro. A mão esquerda segura as cordas nos locais desejados e a direita as fricciona com as unhas ou uma palheta.